# 홀로도모르: 우크라이나 대학살
홀로도모르:우크라이나 대학살(Bitter Harvest)은 캐나다에서 제작된 조지 멘데럭 감독의 2016년 드라마, 멜로/로맨스, 전쟁 영화이다. 맥스 아이언스 등이 주연으로 출연하였고 스튜어트 베어드 등이 제작에 참여하였다.

## 출연

### 주연
- 맥스 아이언스
- 사만다 바크스
- 배리 페퍼
- 타머 해선

### 조연
- 테렌스 스탬프
- 아뉴린 바나드
- 톰 오스틴
- 리처드 블레이크
- 루시 브라운
- 니콜라스 아론
- 게리 올리버
- 윌리엄 벡
- 에드워드 어크라우트
- 리처드 애쉬턴
- 도미닉 보렐리

## 제작진
- 미술: 마틴 히치콕